# Azulejos eróticos de Cataluña
Los azulejos eróticos de Cataluña son una serie de baldosas de cerámica con motivos eróticos localizados desde 2022 en diversos lugares de Cataluña. Estos azulejos, únicos y fechados, se encuentran mayoritariamente bajo puentes y viaductos, y se caracterizan por su trazo profesional y su elaboración con técnicas tradicionales de cerámica catalana.

## Descripción
Cada azulejo exhibe un diseño único con motivos recurrentes: representaciones de órganos sexuales masculinos y femeninos. Mayoritariamente, los azulejos se distinguen por su paleta de colores pastel, algunos incluso acompañados de versos rimados.
Las características que hacen de estos azulejos unos elementos categorizables como parte de una misma obra son:
- Fechas: La mayoría de los azulejos llevan una fecha inscrita en números romanos.
- Ubicación: Se encuentran mayormente bajo puentes y viaductos, en zonas de difícil acceso a más de 2 metros de altura.
- Motivos: Los diseños son de temática erótica, incluyendo penes, pechos, testículos y rimas eróticas.
- Exclusividad: Cada azulejo es único.

Una evolución en los estilos se puede percibir con vinculado a las fechas inscritas. Por ejemplo, algunos azulejos datados del 2023 y posteriores empiezan a incluir rimas y pareados eróticos en la parte inferior, tales como «Passejant pel Llobregat, sempre acabo ben trempat» o «Contemplant el Francolí, rasco bé la xona amb un brot de romaní». Y, aunque la mayoría tienen color, también existen azulejos en los que solo se ha dibujado el contorno de los objetos con colores oscuros o directamente con relieve. Algunos no tienen fechas, así que se sospecha, de que se trate de versiones más sencillas, que podrían tratarse de una fase más temprana de la obra artística. 

## Historia
El sábado 20 de abril de 2024, la cuenta en redes sociales «Et felicito, fill!» recibe una fotografía de uno de los azulejos, la cual hace pública con una publicación, tras la cual empiezan a llegarle más imágenes de otros azulejos.
Sin embargo, estos azulejos ya habían captado la atención desde el 2022 a David Segura, un ingeniero topográfico empleado en Sostremetries que trabajaba por la zona de Guardiola de Berguedà y Manresa y que había llegado a catalogar 30 ejemplares.
Hasta la fecha se han descubierto más de 60 azulejos en más de 40 localidades encontradas en Bages, Berguedà, Solsonès, Cerdanya, Alt Urgell y Tarragona.Aunque principalmente se encuentran concentradas en la Cataluña central y en  Tarragona.
En septiembre de 2024 Stravarts ha localizado 70 baldosas eróticas sólo en la comarca de El Bages, en la Cataluña Central, en las cuencas fluviales de los ríos Cardener y Llobregat. En la galería se pueden visualizar.

## Autoría
La autoría es desconocida.
Sin embargo, inicialmente, Jordi Llort-Figuerola teorizó que Marcel·lí Antúnez Roca podría ser el autor de estos azulejos debido a las similitudes artísticas del estilo y la posibilidad de que las letras "MM" que se encuentra presente en los azulejos fuera su firma, pero esta teoría fue desmentida por él mismo.
También se sospecha que, debido a la cercanía de muchos azulejos, el autor podría haber residido o participado en el proyecto de Konvent Zero, un convento transformado en un centro de arte multidisciplinario en el cual se pueden realizar estadas de desarrollo artístico. 
Adicionalmente, se sospechan vinculaciones con un bar que se encuentra en Palamós, del cual no se conoce el nombre y se dice que tiene azulejos muy similares como elementos decorativos.
Finalmente, existen sospechas de dos empresas de las cuales no se sabe el nombre, una en Gerona y otra en Barcelona.

## Fabricación y colocación
Según la valoración de Jaume Rulduà Ros, un experto alfarero:
- Se cree que el autor es un profesional, debido a la calidad del trazo.[1]
- El proceso de fabricación de cada azulejo se estima entre 10 y 15 días.[1]
- Se utiliza una técnica de cerámica tradicional catalana que recuerda a la Loza catalana.[1]
- Todos los azulejos parecen haber sido realizados por la misma persona.[1]Sin embargo, la gran cantidad de azulejos y su dispersión hacen sospechar de la acción de un colectivo. [4]

La colocación de los azulejos requiere el uso de una escalera, ya que la mayoría están adheridos a alturas superiores a dos metros utilizando cemento como sistema de fijación.

## Recepción
Estos azulejos han captado la atención del público y los medios de comunicación, generando curiosidad y debates sobre su autoría y propósito. Han sido compartidos en redes sociales y mencionados en programas de televisión, como «Tot es mou» de TV3.